# Манантали (плотина)
Плотина Манантали́ (фр. Barrage hydroélectrique de Manantali) — гравитационная плотина и гидроэлектростанция в области Каес на юго-востоке Мали на реке Бафинг в 90 км к юго-востоку от Бафулабе. Крупнейшая ГЭС в Мали.

## Описание
Дамба имеет длину гребня 1,46 км и высоту 65 м. Она состоит из центральной бетонной части длиной 482,8 м и 2 дополнительных плотин, которые закрывают водохранилище от окружающей равнины. Плотина образует искусственное озеро Манантали. Максимальный уровень воды 208 м над уровнем моря, объём 11 км³, площадь 477 км². Средняя глубина водохранилища 20,8 м, максимальная — 50 м.
Гидроэлектростанция введена в эксплуатацию в период с 2001 по 2002 годы. Её мощность 200 МВт. В 2006 году 5 групп турбогенераторов произвели 381 ГВт⋅ч электроэнергии, или 43 % национального производства Мали.
Электроэнергия, произведённая в Манантали, передаётся в Бамако, Дакар и Нуакшот по сети высоковольтных линий протяжённостью 1500 км. Линии оснащены оптоволоконными заземляющими кабелями (CGFO), что позволило соединить телекоммуникационные сети трёх стран. Сеть, которая подключена к трансатлантическому подводному кабелю, позволяет одновременно передавать 33 000 телефонных звонков или 48 телевизионных сигналов. Она является узловым соединением между Западной Африкой и другими частями континента.

## История
Планирование строительства плотины началось в 1972 году, когда в Мали, Мавритании и Сенегале была создана Организация по развитию реки Сенегал (фр. Organisation pour la mise en valeur du fleuve Sénégal, OMVS) для развития сельскохозяйственного и гидроэнергетического потенциала региона. Однако Всемирный банк отказался финансировать плотину в 1979 году, посчитав это неразумной инвестицией. Финансирование было обеспечено в основном из Европы, и строительство плотины началось в 1982 году и было завершено в 1988 году, но без гидроэлектростанции. В 1989 году в результате мавритано-сенегальского пограничного конфликта все работы по проекту были прекращены. Швейцарский журналист, посетивший Манантали в 1988 году, назвал этот проект «роскошным автомобилем без мотора». В 1993 году Карл-Дитер Шпрангер, тогдашний министр Германии по содействию развитию, назвал Манантали «актом экономической и экологической чепухи». Когда мавритано-сенегальский конфликт закончился в 1991 году, OMVS стала искать новые кредиты для гидроэлектростанции, пакет которых был сформирован в 1997 году. В 2001 году ГЭС начала производить электричество для Сенегала, Мали и Мавритании.
По состоянию на 2020 год плотиной управляет трёхсторонняя управляющая компания Manantali Energy, созданная в 1997 году Societe de lénergie de Manantali (SOGEM). SOGEM, в свою очередь, подписал 15-летний концессионный договор с частной компанией EEM, дочерней компанией южноафриканская национальная энергетическая компания ESKOM, которая будет управлять заводом. OMVS представлена в Совете директоров SOGEM. Контракт с Eskom был расторгнут в 2011 году.

## Стоимость и финансирование строительства
Общая стоимость плотины, гидроэлектростанции, вырубка леса будущего водохранилища, исследования и «дополнительные расходы» составили 1,02 млрд евро. Стоимость строительства сопутствующей плотины Диама ниже по течению на территории Сенегала составила дополнительно 50 млн евро.
Плотина была совместно профинансирована группой из 16 донор, среди которых основными были Германия (14 %), Франция (13 %), Африканский банк развития, Всемирный банк, Европейский инвестиционный банк, Канада, Саудовская Аравия, Кувейт и Программа развития ООН. Три бенефициара (Мали, Мавритания и Сенегал) также внесли свой вклад в финансирование. 64 % иностранного финансирования было за счёт льготных кредитов и 36 % за счёт грантов. Европейское сообщество, Исламский банк развития, Западноафриканский банк развития и Северный фонд развития также внесли свой вклад в финансирование.

## Использование
Ожидаемые выгоды от строительства дамбы и ГЭС включали получение электроэнергии, увеличение сельскохозяйственного производства за счёт орошения и улучшение судоходства по Сенегалу.

### Энергетика
Оценка плотины, проведённая в 2008 году европейскими финансистами (EIB, KfW Германии и AFD Франции), пришла к выводу, что основным преимуществом плотины является выработка гидроэлектроэнергии, поскольку выработка 740 ГВтч в год превзошла запланированные 540 ГВтч. Около 55 % электроэнергии используется в Мали, 30 % в Сенегале и 15 % в Мавритании. В 2006 году в Мали более 90 % всей вырабатываемой электроэнергии приходилось на Манантали, в Мавритании — 34 % и в Сенегале — 13 %. Плотина, однако, не решила проблему энергоснабжения этих стран, где регулярно происходят перебои в подаче электроэнергии, и существующим отраслям приходится вырабатывать собственную энергию. Что касается экономической эффективности проекта, европейская оценка рассчитала экономическую норму доходности гидроэнергетической составляющей в 8 %. Оценка Всемирного банка дала экономическую норму прибыли от 12 до 24 %. Коэффициент загрузки станции планируемой гидроэлектростанции составил 42 % по сравнению с 45-60 % для других гидроэлектростанций. Однако эти экономические выгоды не привели к финансовым выгодам по двум причинам: во-первых, оптовые тарифы на электроэнергию были установлены только примерно на половину производственных затрат. Во-вторых, национальные энергокомпании стран, которые покупают электроэнергию оптом, регулярно оплачивают только около половины своих счетов. Таким образом, SOGEM накапливает дефицит.

### Сельское хозяйство
Сельскохозяйственные выгоды, достигнутые благодаря плотине, оказались ниже ожидаемых. Дамба орошает дополнительно 78 100 га земли в Сенегале (54 700 га), Мавритании (20 400 га) и Мали (3000 га), что фактически превосходит ожидания. Однако урожайность остаётся низкой и каждый год собирается только один урожай, отчасти потому, что во всех трёх странах цены производителей на рис устанавливаются правительствами ниже цены мирового рынка, что не стимулирует фермеров к увеличению производства. Цель проекта по увеличению продовольственной самообеспеченности вовлечённых стран также не была достигнута: доля самообеспеченности рисом в Сенегале снизилась с 23 % в 1980 году до 20 % в 2006 году, а производство риса стагнировало с 1990 года. Доля самообеспеченности зерновыми в Мавритании снизилась с 80 % до 30 %.

### Судоходство
Цель повышения судоходства по реке Сенегал между Сен-Луи, Сенегалом и Амбидеди, Мали, была заброшена в 1980 году ещё до её строительства, поскольку оказалась невыполнимой.

## Влияние на экологию и социальную обстановку
При строительстве плотины из зоны затопления были перемещены 10 тыс. человек. На орошаемых территориях заболеваемость болезнями, передаваемыми через воду, такими как шистосомоз, значительно возросла, а местное рыболовство резко сократилось. Ежегодный паводок реки Сенегал, который был основой сельского хозяйства, рыболовства и выпаса скота был уменьшен до искусственного двухнедельного паводка. Кроме этого, лишь небольшая доля пострадавших фермеров была компенсирована землёй, орошаемой из водохранилища Манантали.